# Sergio Purcell
Sergio Eduardo Purcell Robinson es un ingeniero comercial y empresario chileno, ex gerente general corporativo de Farmacias Ahumada.
De origen irlandés, se formó como ingeniero comercial en la Pontificia Universidad Católica de la capital.
En 1983, tras titularse, ingresó al grupo de empresas de Jürgen Paulmann, hermano de Horst, específicamente a Abastecedora del Comercio (Adelco) y Supermercados Las Brisas. Tres años más tarde arribó a la gerencia comercial de Bancard por decisión de uno de los socios, el empresario y presidente de Chile 2010-2014, Sebastián Piñera, a quien había conocido como académico.
Tras cuatro años en dicha firma pasó a la gerencia comercial de Megavisión, cuando el canal recién se lanzaba al mercado. Dos años después, de nuevo por iniciativa de Piñera, emigró a Intersport (Puma Chile), esta vez como gerente general.
En 1996 se trasladó a la aerolínea LanChile, de la que Piñera tenía una importante participación. En ella ejerció como gerente general de Ladeco y de la filial LanPerú.
En agosto de 2003 asumió la gerencia general de Farmacias Ahumada Chile en reemplazo de Bernardo Ben-Dov, donde se desempeñó hasta octubre de 2008.
Durante parte de su administración (diciembre de 2007 y marzo de 2008), según el Ministerio Público de Chile, tuvo lugar la alteración fraudulenta de los precios de 222 fármacos en el país andino, por lo que fue acusado junto a otros diez ejecutivos
En noviembre de 2008 arribó a la gerencia general de la agencia de viajes chilena Turismo Cocha.

## Nota
1. ↑  Quienes enfrentan la acusación, son, además de Purcell; Roberto Belloni, de Salcobrand; Ramón Ávila, de Salcobrand; Mehilin Velásquez, de Salcobrand; Ricardo Ewertz, de Farmacias Ahumada; Mario Zemelman, de Medipharm; Ricardo Valdivia, de Farmacias Cruz Verde; Claudia Carmona, de Salcobrand; Cristián Catalán, de Farmacias Cruz Verde; y Judith Carreño, de Salcobrand.

| Predecesor: Enrique Cibié Bluth   | Gerente general corporativo de Farmacias Ahumada 1 de enero de 2005 - 31 de octubre de 2008 | Sucesor: Marcelo Weisselberger Araujo |
| Predecesor: Mario Fuenzalida Besa | Gerente general de Turismo Cocha 3 de noviembre de 2008 -                                   | Sucesor: En el cargo                  |

- Datos: Q6125592